# Seuls et tout nus
 (mai 2018).
Si vous disposez d'ouvrages ou d'articles de référence ou si vous connaissez des sites web de qualité traitant du thème abordé ici, merci de compléter l'article en donnant les références utiles à sa vérifiabilité et en les liant à la section « Notes et références ».
Seuls et tout nus au Québec, ou Les Boules et les Chocottes puis Retour à l'instinct primaire en France (Naked and Afraid) est une émission de télé réalité américaine qui est diffusée depuis le 23 juin 2013 sur la chaîne Discovery Channel.

## Synopsis
Chaque épisode raconte la vie de deux candidats, un homme et une femme, qui se découvrent pour la première fois et qui se donnent pour objectif de survivre à un séjour de 21 jours dans les endroits sauvages les plus divers, entièrement nus avec uniquement quelques outils rudimentaires. L'équipe de tournage les quitte à la tombée de la nuit, ils disposent à ce moment-là de caméras mobiles pour pouvoir filmer dans l'obscurité. Ils portent tous deux des colliers identiques avec un cordon au centre qui est un microphone muni d'un fil qui se connecte à un émetteur audio sans fil caché dans le sac. Certains bijoux personnels sont autorisés. Chaque survivaliste peut apporter un élément utile, comme une machette ou un allume-feu (Dans certains biotopes où il est impossible de fabriquer un récipient résistant au feu, la casserole est donnée aux candidats en plus des deux objets). Malgré les difficultés consécutives à la privation de chaussures appropriées, aucun des participants ne porte de chaussures. Les téléspectateurs sont informés tout au long du programme et disposent du rappel du nombre de jours écoulés, d'informations relatives à la météorologie, dont la température.
L'équipe de tournage n’est pas autorisée à intervenir, sauf pour les cas d’urgences médicales ou quand c'est « absolument nécessaire ». Alison Teal a ainsi reçu un tampon « d'urgence ». L’équipe est autorisée à « arrêter » à tout moment pendant le défi de 21 jours. Les équipes qui poursuivent doivent arriver au point d'extraction, désigné à l'avance, le dernier jour (le 21e) pour être recueillis par un hélicoptère, par un bateau ou par tout autre véhicule approprié à l'environnement.
L'émission a créé un indice intitulé « Indice de survie » (IDS, ou PSR en anglais pour Primitive Survival Rating), qui est basé sur l'évaluation préalable des capacités de survie. Cet indice est de nouveau ajusté en fin d'émission, au regard du parcours des protagonistes. Des mesures de poids sont également réalisées avant et après chaque épisode.

## Épisodes

### Version américaine
| Saison | Nombre d'épisodes | Diffusion originale | Diffusion originale | Diffusion originale | Diffusion originale |
| Saison | Nombre d'épisodes | Années              | Début de saison     | Fin de saison       |                     |
| ------ | ----------------- | ------------------- | ------------------- | ------------------- | ------------------- |
| 1      | 9                 | 2013                | 23 juin 2013        | 14 décembre 2013    |                     |
| 2      | 7                 | 2014                | 16 mars 2014        | 27 avril 2014       |                     |
| 3      | 11                | 2014                | 22 juin 2014        | 21 septembre 2014   |                     |
| 4      | 13                | 2015                | 19 avril 2015       | 2 août 2015         |                     |
| 5      | 5                 | 2015                | 4 octobre 2015      | 1er novembre 2015   |                     |
| 6      | 15                | 2016                | 6 mars 2016         | 12 juin 2016        |                     |
| 7      | 12                | 2017                | 5 mars 2017         | 21 mai 2017         |                     |
| 8      | 7                 | 2017                | 30 juillet 2017     | 20 août 2017        |                     |
| 9      | 17                | 2018                | 11 mars 2018        | 12 août 2018        |                     |
| 10     | 26                | 2019                | 2 mars 2019         | 19 décembre 2019    |                     |
| 11     | 31                | 2020                | 5 janvier 2020      | 16 août 2020        |                     |
| 12     | 11                | 2021                | 7 mars 2021         | 18 avril 2021       |                     |
| 13     | 6                 | 2021                | 1er août 2021       | 5 septembre 2021    |                     |
| 14     | 13                | 2022                | 27 février 2022     | 23 avril 2022       |                     |
| 15     | 11                | 2023                | 19 février 2023     | 30 avril 2023       |                     |

### Version française
| Saison | Nombre d'épisodes | Diffusion originale | Diffusion originale | Diffusion originale | Diffusion originale |
| Saison | Nombre d'épisodes | Années              | Début de saison     | Fin de saison       | Format              |
| ------ | ----------------- | ------------------- | ------------------- | ------------------- | ------------------- |
| 1      | 12                | 2018                | 29 août 2018        |                     | 52 minutes          |

La narration de cette saison en version française sur RMC Découverte est assurée par le comédien voix off Julien Bocher.

## Production

### Emplacements
La première saison est filmée dans six pays, dont les États-Unis (dans un bayou de Louisiane). Le Panama a été utilisé comme cadre à deux reprises dans la première saison, de même que le Nicaragua dans la troisième saison. La deuxième saison a visité six pays aussi, utilisant à nouveau la Malaisie déjà filmé lors de la saison 1 sur la partie malaisienne de Bornéo, tandis que les survivalistes de la saison 2 ont été bloqués dans la Malaisie péninsulaire.
| Continent        | Emplacements (Numéro de saison)                                                                   |
| ---------------- | ------------------------------------------------------------------------------------------------- |
| Afrique          | Botswana (3), Namibie (3), Tanzanie (1), Madagascar (2)                                           |
| Asie             | Cambodge (3), Inde (3), Malaisie (1, 2), Maldives (1)                                             |
| Amérique du Nord | Bahamas (3), Belize (2), Costa Rica (1), Dominique (3), Nicaragua (3), Panama (1), États-Unis (1) |
| Amérique du Sud  | Brésil (3), Argentine (3), Bolivie (2), Pérou (2)                                                 |
| Océanie          | Fidji (2)                                                                                         |

## Version française
À partir août 2018, une version française produite par Frédéric Joly pour 909 Productions est diffusée sur RMC Découverte. Il s'agit de la première version produite et réalisée à l'étranger, après deux ans de négociation de Frédéric Joly avec les créateurs de la version initiale américaine. Le programme se termine après la deuxième saison diffusée en 2019. Il est rediffusé sous le nom Naked and afraid : 21 jours pour survivre à compter du 25 octobre 2023 sur NRJ12.

## Diffusion
Au Québec, la série est diffusée depuis le 28 août 2014 sur Ztélé, et en Belgique depuis le 6 janvier 2018 sous son titre original sur ABXplore.
En France, elle est diffusée sur Discovery Channel (France) et sur RMC Découverte sous le nom Retour à l'instinct primaire. 